# Журавлинська сільська рада (Голованівський район)
| Журавлинська сільська рада — колишній орган місцевого самоврядування у Голованівському районі Кіровоградської області з адміністративним центром у с. Журавлинка. Сільській раді були підпорядковані населені пункти: - с. Журавлинка - с. Цвіткове |

## Склад ради
Рада складалася з 14 депутатів та голови.

### Керівний склад ради
| ПІБ                          | Основні відомості                                                             | Дата обрання | Дата звільнення |
| ---------------------------- | ----------------------------------------------------------------------------- | ------------ | --------------- |
| Корж Володимир Микололайович | Сільський голова, 1963 року народження, освіта, безпартійний                  | 26.03.2006   | 31.10.2010      |
| Корж Микола Волоимирович     | Сільський голова, 1963 року народження, освіта середня загальна, безпартійний | 31.10.2010   |                 |

Примітка: таблиця складена за даними джерела

## Населення
Згідно з переписом УРСР 1989 року чисельність наявного населення сільської ради становила 729 осіб, з яких 303 чоловіки та 426 жінок.
За переписом населення України 2001 року в сільській раді мешкала 731 особа.

### Мова
Розподіл населення за рідною мовою за даними перепису 2001 року:
| Мова       | Відсоток |
| ---------- | -------- |
| українська | 96,04 %  |
| російська  | 2,05 %   |
| молдовська | 1,91 %   |